# Onthophagus coorgensis
Onthophagus coorgensis là một loài bọ cánh cứng trong họ Bọ hung (Scarabaeidae).